# Parafia Świętych Apostołów Piotra i Pawła w Oławie
Parafia Świętych Apostołów Piotra i Pawła w Oławie znajduje się w dekanacie Oława w archidiecezji wrocławskiej. Obsługiwana przez kapłanów archidiecezjalnych.

## Historia
Pierwotny kościół parafialny wzmiankowany po raz pierwszy w 1253 r., został przejęty przez protestantów w 1534 r., odzyskany przez katolików w 1699 r. Obecna budowla powstała w latach 1834–1835 z przebudowy sali rycerskiej na zamku piastowskim, odbudowany po pożarze w 1928 r. Zachował się dzwon z roku 1655 z herbem piastowskim. Pierwotne wyposażenie było głównie z późnego baroku, pochodziło w części z kaplicy zamkowej, która dotąd pełniła rolę świątyni katolickiej. Z 1836 pochodzą stacje Drogi Krzyżowej, a z drugiej połowy XIX wieku neobarokowy prospekt organowy. Obecny wystrój pochodzi w większości z czasu tamtej odbudowy. W 1934 powstał nowoczesny ołtarz. Autorem malowideł ściennych w ołtarzu jest śląski malarz, wykładowca wrocławskiej Akademii Sztuk Pięknych Ludwik Piotr Kowalski, zwany KO. Są to obrazy o ciekawej kompozycji – w pewnych elementach nawiązują do Georga Pencza i Albrechta Dürera, a jednocześnie są modernistyczne. W 1938 dobudowano do kościoła wieżę.
W latach 1972–1975 założono instalację elektryczną i grzewczą, przeprowadzono remont 24-głosowych organów, elewacji zewnętrznych i pokrycia dachowego. W 2011 r. dach pokryty został blachą miedzianą.
Z parafii wywodzi się błogosławiony ks. Bernard Lichtenberg, urodzony w 1875 na Zwierzyńcu, przeciwnik totalitaryzmu Hitlera. Zesłany do Dachau zmarł w drodze do obozu.
Przy parafii swoją działalność prowadzą: Żywy Różaniec, Straż Honorowa, Zespół dziecięcy Apostolskie Nutki, Zespół Młodzieżowy Nuntis, Lektorzy, Ministranci, Krąg Biblijny, Kurs Alfa, Grupa Taize, Poradnia rodzinna,Oaza .